# École des beaux-arts de Nantes - Saint-Nazaire
Pour les articles homonymes, voir École des beaux-arts et École supérieure d'art.
 (février 2010).
Si vous disposez d'ouvrages ou d'articles de référence ou si vous connaissez des sites web de qualité traitant du thème abordé ici, merci de compléter l'article en donnant les références utiles à sa vérifiabilité et en les liant à la section « Notes et références ».
L’École des Beaux-Arts Nantes Saint-Nazaire, située à Nantes et à Saint-Nazaire, en France, est une école d'art de l'enseignement supérieur spécialisée dans les beaux-arts. Depuis 2010, il s’agit d’un établissement public de coopération culturelle (EPCC).
Depuis 2017, l’École des Beaux-Arts Nantes est située 2 allée Frida-Kahlo dans le quartier de la Création sur l’île de Nantes.
Inauguré en 2022, l’École de Saint-Nazaire est située 4 rue des Frères-Péreire sur le site de l’ancienne gare.
L'École des Beaux-Arts Nantes Saint-Nazaire accueille chaque année plus de quatre cents étudiants qui se destinent aux métiers contemporains de l’art et de la création visuelle. La pédagogie des Beaux-Arts Nantes accompagne l’étudiant·e dans sa création personnelle, basée sur l’enseignement des pratiques artistiques contemporaines, des séminaires théoriques des arts et de la culture générale et une expérience à l’international (avec 38 partenaires internationaux et 2 campus Marfa, Texas, USA et Dakar, Sénégal).
L’école propose une classe préparatoire nationale et internationale :
- 1er cycle avec 5 Situations : situation Scène(s) (art performatif), situation Images (fixe, en mouvement, nouveaux médias), situation Peinture, situation Construire (installation, sculpture, construction) et situation DAM (Diffusion, Art, Multiple)
- 2e cycle avec 3 Parcours : parcours Construire les mondes (art et sciences humaines, parcours Faire œuvre (installation, sculpture, dispositif dans l’espace) et parcours Formes du réel (images)

Les nouveaux modes d’enseignement préparent les étudiants au monde contemporain de la « société des images et de la communication » en offrant des débouchés professionnels : arts plastiques, enseignement, métier d’art, design, communication, architecture intérieure, publicité, graphisme, télévision, cinéma, multimédia, médiation culturelle.
Les étudiants peuvent obtenir 3 diplômes d’État : le diplôme national d’art (DNA) option Art à Nantes en 3 ans (homologué grade de Licence), le diplôme national d’art mention Territoires, Paysages et Espaces Publics à Saint-Nazaire en 3 ans (homologué grade de Licence) et le diplôme national supérieur d’expression plastique (DNSEP) en 5 ans (homologué grade de Master). À l’issue de leurs études, les étudiants peuvent se tourner vers de nombreux domaines d’activités notamment en tant qu’artiste, enseignant·e des arts plastiques, métiers du graphisme, médiation culturelle, régie d’exposition, scénographie, muséographie, créateur, réalisateur, photographe, assistant de production, ingénierie de production d’œuvres, critique d’art, commissaire d’exposition, galeriste et dans tous les domaines de création artistiques et culturels...
L’École des Beaux-Arts de Nantes dispose de deux lieux d'exposition :
- La Galerie Open School qui regroupe des évènements et des expositions faisant écho à l’actualité contemporaine, aux réflexions sur les pratiques et mettent en lumière la scène artistique locale, nationale et internationale. Plus de 250 m2 sont consacrés à la diffusion d’art contemporain qui relèvent les questions artistiques, sociales et éthiques.
- Le Showroom ArtDelivery est constitué de plus de 800 œuvres, réalisé par plus de 400 artistes de Nantes et d’ailleurs, diplômés ou non des Beaux-Arts de Nantes. Situé au rez-de-chaussée, à l’entrée de l’Ecole, des expositions présentent les dernières acquisitions, les pièces des diplômé·es où ils mettent en forme les œuvres de la Collection sous un certain regard. Ces nombreuses œuvres telles que des peintures, des dessins, des sérigraphies, des photographies, des sculptures ou même des vidéos ont la possibilité d’être emprunter pendant 3 mois à 20 euros pièces.

## Histoire de l'École

### Les débuts de l'École: 1757 à 1907
L’École gratuite et publique de Dessin créée en 1757 par les États de Bretagne laisse place, après de nombreux débats, à l’École Régionale des Beaux-Arts à l’Industrie le 4 janvier 1904, un siècle et demi plus tard. La ville de Nantes ouvre cette école d’art dans le centre-ville à l’hôtel de Chateaubriant, au no 13 rue de Briord pour accueillir un public nombreux homme et femme à assister à des cours d’art, à partir de 12 ans.
Son premier directeur Emmanuel Fougerat, diplômé des écoles parisiennes, enseigne de façon « académique et moderne », afin « de se pénétrer de l’industrie locale et de ses besoins, faire de bons ouvriers, des praticiens habiles et non des fruits secs du grand art ». Au programme de l’école : dessin, peinture, aquarelle, mode-large, sculpture, arts décoratifs et industriels, dessin industriel, anatomie, histoire de l’art dont l’objectif est de former des artistes, des artisans, des candidats aux diplômes parisiens ou au professorat.
Auparavant réservée seulement aux Français, l’école revoie sa clause et ouvre ses portes à tout le monde ce qui rend l’école plus ouverte et accessible à tous. Ancrée dans la vie nantaise, ses effectifs étaient maintenus autour de 460 élèves, partagés à égalité entre filles et garçons en 1905. À la suite d’un attrait renforcé de l’école, d’autres enseignants sont embauchés et un concours d’entrée est mis en place.
Le 12 juillet 1907, un Musée d’Arts Décoratifs (aujourd'hui, le Musée d'Arts de Nantes) ouvre ses portes dans la cour de l’Ecole avec une participation de 5 000 francs par la ville de Nantes. Des dessins et des peintures d’après l’Antiquité, de modèle vivant ou de copies de tableaux garnissent les murs du musée.

### L'École au travers des guerres: 1914 à 1947
Arrive la guerre de 1914 où les élèves ont retirer leur portrait en uniforme. Beaucoup ne reviendront pas. L’Ecole réussi, malgré tout, à garder des effectifs élevés et surpasse cette guerre. Cependant, durant les années d’après-guerre, la France est en pleine crise économique, l’Ecole des Beaux-Arts voit ses effectifs diminué et fait face à une période difficile. Paul Deltombe, le directeur de l’école de 1931 à 1943, se débattait pour faire fonctionner l’école avec un budget et un matériel des plus restreints. La Seconde Guerre Mondiale impacte également le devenir de l’Ecole. Sous la France de Vichy, l’Ordre des architectes entraine la réforme de l’enseignement de l’architecture et une commission des Beaux-Arts est mise en place. Deltombe à fait face à de nombreux clivages politiques de la société au sein de l’établissement et à des dérapages verbaux par des élèves partisans de la collaboration. Les effectifs sont en baisses, les établissements sont touchés et des reconstructions doivent procédées. Après cette guerre, l’Ecole avait retrouvé des effectifs comparables à ceux qu’elle avait à la veille du conflit. Sous la direction de André Guillou, un nouveau règlement est instauré le 1er décembre 1947, concernant la discipline et l’instauration de sanctions.

### 1950 à 1970
L’école s’ouvre aux courants de son époque et une option « décors de cinéma » est créée. Les élèves se dirigèrent de plus en plus vers le monde du spectacle particulièrement dans le théâtre, le cinéma et plus tard la télévision. En 1954 est instauré le CAFAS (Certificat d’Aptitude à une Formation Artistique Supérieure) avec un choix de spécialité divers : décoration plane, décoration volume, publicité, gravure, peinture, sculpture, céramique...
Durant ses années de direction, André Guillou est fortement critiqué aussi bien avec ses déplacements à Paris qu’avec son absence à tous les jurys d’examens concernant les Beaux-Arts. Il est alors démis de ses fonctions en 1967. Dans les années 1950, encore sous la direction de André Guillou, l’Ecole des Beaux-arts Nantes faisait face à une réputation plutôt sulfureuse concernant la nudité des modèles et les bizutages, plus ou moins admis selon les personnes, entrainant chahuts et préjugés. Les responsables s’efforçaient d’éviter les débordements qui auraient pu entrainer des plaintes et des poursuites aux étudiants mais aussi à l’Ecole. De plus, la réputation de l’Ecole ne s’améliore pas avec la création d’une fanfare par les étudiants à la suite d’une invitation au carnaval du Mans. Les répétitions fréquentes et bruyantes provoquent de nombreuses plaintes de la part des enseignants et des parents qui menaçaient de faire grève si la fanfare continuait ses répétitions. André Guillou s’est alors vu obligé de fermer les portes de l’Ecole des Beaux-Arts du 26 au 28 avril 1958.
La France fait face une crise sociale de Mai 68 pour les universités et tout ce qui concernait et touchait à la culture. À Nantes, la révolte des étudiants est à son effervescence et les cours ont été interrompus. « Les étudiants des Beaux-Arts participant au mouvement ont, d’autre part, lancé un appel à tous les artistes et hommes de lettres afin qu’ils soutiennent et les aident à renouveler totalement l’enseignement et la culture artistique » C’est un premier pas vers une réforme de fond qui, en réalité, allait s’étaler sur plusieurs années. Après ces années de crise, l’art est enseigné avec un nouveau regard et une nouvelle approche, « d’ordre de singularité formatée ». Depuis, les étudiants apprennent à réagir à des situations et l’aspect technique ne prime plus. « Certains enseignants ont sur faire la transition entre modernité et académisme ».

### 2010 à 2022
Depuis son autonomisation juridique en 2010, l’École des Beaux-Arts de Nantes Saint-Nazaire est un établissement public de coopération culturelle (EPCC) financé par la ville de Nantes, Nantes Métropole, la ville de Saint-Nazaire, la communauté d’agglomération de la Région nazairienne et de l’Estuaire et le ministère de la Culture. Elle a mené d’importants chantiers tant pédagogiques qu’architecturaux avec deux nouveaux bâtiments, notamment dans le quartier de la Création à Nantes avec la transformation des halles Alstom de construction navale ferroviaire par l’architecte Franklin Azzi en 2017. Figure majeure de l’enseignement artistique supérieur à Nantes, l’Ecole a su nouer des partenariats avec les autres institutions d’enseignement supérieur (Ensa, Audencia Sciences Com, Ciné Créatis, La Joliverie, l’Ecole de Design de Nantes Atlantique et le pôle numérique de l’Université de Nantes) et les partenaires artistiques et culturels locaux (Musée des arts de Nantes, le lieu unique, le Frac des Pays de la Loire, Voyage à Nantes...). En 2017, l’école rejoint le quartier de la création aux côtés de l’école d’Architecture (ENSA) et de Sciences Com avec de nouveaux bâtiments sur l’île de Nantes.
L’école a su se positionner et se développer sur son territoire en s’enrichissant du site de Saint-Nazaire en 2018, et s’est aussi ouverte sur le monde avec l’internationalisation de l’École qui a été un des grands tournants de ces dix dernières années, avec la création de campus internationaux (Texas, USA, Corée du Sud, Sénégal), la constitution d’un consortium d’écoles d’art au niveau mondial (CalArts Californie, USA, University of Houston, USA, HEAD Genève, Suisse, University of Gothenburg, Suède, Concordia University, Montréal, Québec, Canada, Glasgow School of Art, Écosse, Université de Nantes, France) et d’un programme pédagogique dédié aux étudiant·es internationaux, qui depuis 2015 a accueilli 30% d’étudiants (soit environ 375 étudiant·es de plus de 40 nationalités). De nombreuses halles ont ouvert ce qui a permis à l’Ecole des Beaux-Arts de s’agrandir, notamment avec l’ouverture de la halle 6 Ouest en 2019 avec le pôle universitaire interdisciplinaire dédié aux cultures numériques de l’Université de Nantes. Et également avec l’ouverture de la halle 6 avec la Cantine Numérique et un hôtel d’entreprises innovantes en 2020. L’Ecole devient un établissement composant de Nantes Université en 2022 qui regroupe donc une université, un hôpital universitaire (CHU de Nantes), un institut de recherche technologique (IRT Jules-Verne), un organisme national de recherche (Inserm) et des grandes écoles (Centrale Nantes, les Beaux-Arts Nantes Saint-Nazaire, Ecole d’Architecture de Nantes). Toujours en 2022, les architectes Titan de Nantes ouvre le nouveau site des Beaux-Arts à Saint-Nazaire avec diverses transformations.

## Histoire des bâtiments
Le site industriel de l’île de Nantes des halles Alstom nait au milieu du XIXe siècle par l’accueil de l’activité des fonderies Voruz, fondé par Jean Simon Voruz, un industriel d’origine suisse. Situées au cœur du Quartier de la Création, les anciennes halles de l’entreprise Alstom ont fait l’objet d’une réhabilitation, après 10 années de vie transitoire pendant lesquelles elles ont accueilli une cinquantaine d’acteurs économiques. La reconfiguration du site Alstom s’appuie sur trois activités complémentaires : les événements, l’accueil de TPE créatives et l’hébergement d’ateliers d’artistes avec au total plus de 26 000 m2. Les Halles 4 et 5 accueillent désormais l’École des Beaux-Arts de Nantes Saint-Nazaire.
Dans le but de préserver les halles existantes, les nouvelles constructions s’inscrivent intégralement dans le volume bâti existant, ce qui limite les démolitions et encourage l’appropriation des lieux. Franklin Azzi Architecture prend en charge la rénovation de ces halles et crée pour l’Ecole des Beaux-Arts, une « halle-parapluie ». Les grandes toitures et les structures imposantes des Halles créent, à leur rencontre avec l’espace public, un vaste forum à la fois couvert et ouvert. L’objectif de ces rénovations a été de valoriser le patrimoine industriel du bâtiment pour en faire un équipement contemporain, en transformant la structure métallique en une verrière abritant un système de boites modulables et autonomes, insérées à l’intérieur des halles. Le grand parvis côté ouest permet de créer un espace d’accueil couvert mais tempéré où la terrasse du café pourra se déployer en été. À l’intérieur, les halles se décomposent en trois secteurs et sur trois niveaux pour répondre au programme d’enseignement supérieur, de cours publics, d’espaces d’exposition et d’administration. Afin de faciliter l’usage simple de l’équipement tout au long de l’année les entrées des programmes accessibles au public (accueil, exposition, bibliothèque, amphithéâtre) sont regroupées dans un parvis appelée le Foyer. La création de trois niveaux d’accessibilité (tout public, public administratif et école) permet une gestion des flux et un contrôle systématique des accès dans le Foyer.

## Superficie
Site de Nantes (9 650 m2)
- Surface plancher : 8 560 m2
- Amphithéâtre : 218 m2 198 places
- Open School : 2 450 m2
- Bibliothèque : 700 m2.
- Galerie : 227 m2.
- Hall : 250,50 m2
- Collection artdelivery : 154 m2.
- Atelier Munari : 120 m2.
- Café Askip : 147 m2
- Parvis : 944 m2
- Table ronde : 122 places
- Ateliers Print : 420 m2 : sérigraphie, lithographie, impression
- Atelier Bois : 207 m2
- Atelier Métal : 210 m2
- Atelier Moulage Modelage : 180 m2
- Atelier Photo : 190 m2 : numérique et argentique, prise de vues et tirages
- Atelier Vidéo : 197 m2 : plateau cyclo, 10 box de montage vidéo et studio son
- Atelier Numérique : 110 m2

Total ateliers et plateaux étudiants : 4 400 m2
Site de Saint-Nazaire (3 400 m2)
- Plateaux étudiants : 1 045 m2
- Salles de cours : 397 m2  Ateliers techniques : 738 m2
- Composée de deux niveaux avec 248 panneaux photovoltaïques sur le toit

Le nouveau site des Beaux-Arts à Saint-Nazaire peut accueillir à terme 200 étudiants et 600 élèves amateurs

## Dates importantes
- 1757 : création de l'Ecole gratuite et publique de Dessin de Nantes
- 1904 : création de l'Ecole Régionale des Beaux-Arts Nantes
- 1907 : création du Musée d'Arts Décoratifs
- 2010 : création de l'EPCC (Etablissement Public de Coopération Culturelle)
- 2017 : l'Ecole des Beaux-Arts Nantes rejoint le quartier de la Création (auprès de l'Ecole d'Architecture et de Sciences Com)
- 2018 : l'Ecole des Beaux-Arts Saint-Nazaire rejoint l'établissement de l'Ecole de Nantes
- 2019 : ouverture de la halle 6 Ouest (pôle universitaire interdisciplinaire dédié aux cultures numériques de l'Université de Nantes)
- 2020 : ouverture de la halle 6 Est (Cantine numérique et hôtel d'entreprises innovantes)
- 2022 : l'École devient un établissement composante de Nantes Université
- 2022 : ouverture du nouveau site des Beaux-Arts Saint-Nazaire (par les architectes Titan, Nantes)

## Directeurs
- 1904-1923 : Emmanuel Fougerat (1869-1952), premier directeur, encore en exercice en 1918[1].
- 1923-1931 : Félix Polak (1864-1936)
- 1931-1943 : Paul Deltombe (1878-1971)
- 1943-1944 : Gérard Guénault
- 1944-1946 : Emile Simon (1890-1976)
- 1946-1947 : René Eschapasse (1905-1957)
- 1947-1967 : André Guillou (1909-1990)
- 1967-1973 : Paul Nassivet
- 1973-1975 : Yvon Daniel
- 1975-1979 : Jacques Braunstein
- 1979-1987 : Georges Touzenis
- 1987-1997 : Jean-Claude Latil
- 1997-1999 : Patrick Raynaud
- 1999-2003 : Robert Fleck
- 2004-2022 : Pierre-Jean Galdin
- 2022-... : Rozenn Le Merrer

## Anciens professeurs
- Emmanuel Fougerat.
- Joseph Stanislas Gauthier (1883-1969), professeur à l'école des beaux-arts de Nantes, conservateur du musée d'Art populaire régional de Nantes, peintre, architecte décorateur et sculpteur.
- Maurice Orliac (1858-1934), professeur de dessin, peintre. Fils de la portraitiste Elise Orliac.
- Émile Simon.

## Équipe pédagogique de l'Ecole des Beaux-Arts Nantes Saint-Nazaire
Liste des enseignants en juillet 2017, présentée dans l'ordre alphabétique :
- Michel Aubry
- Fabrice Azzolin
- Luc Barbier
- Viktor Belmoustakov
- Philippe-André Bena
- Jean-Sylvain Bieth
- Pascal Bouchet
- Daphné Boussion
- Chistophe Cathalo
- Christiane Cavallin-Carlut
- Emmanuelle Cherel
- Jérôme Chardon
- Sabine Corbet
- Marion Daniel
- Jacques Denigot
- Marc Dieulangard
- Pierre Giquel
- Véronique Giroud
- Marc Guerini
- Céline Huneau
- Claire-Jeanne Jézéquel
- Olivier Joncour
- Tanguy Jossic
- Georges-Albert Kisfaludi
- Yann le Ru
- Brigitte Leroy
- Pierre Mabille
- Alexandre Mairet
- Claire Maugeais
- Xavier Navatte
- Georgia Nelson
- Ian Nicholson
- Philippe Oudard
- Benoît Pascaud
- Cécile Paris
- Eric Perraud
- Daniel Perrier
- Bruno Persat
- Bernard Plantive
- Nicolas Rambaud
- Anaïs Rolez
- Patricia Solini
- Ida Soulard
- François Taverne
- Véronique Terrier-Hermann
- Stéphane Thidet
- Dominique Tisserandet
- Bernard-Xavier Vailhen
- Jean-Michel Vaillant
- Véronique Verstraete
- Xavier Vert
- Marek Walcerz

## Anciens élèves notables
- Charles Arnault
- Claude Auclair
- Dominique Blais
- Claire Bretécher
- Claude Cahun
- Gabriel Charlopeau, vers 1908.
- Philippe Cognée
- Jacques Demy
- Jacques Derrey
- Carole Douillard
- Christelle Familiari
- Aurélien Froment
- Jean Gorin
- Alban Guillemois
- Marie-Jeanne Hoffner
- Fabrice Hybert
- Paul Lemasson
- René Levrel
- Chloé Malaise
- Suzanne Malherbe (dite Marcel Moore)
- Philippe Meste
- Mrzyk & Moriceau
- Benjamin Péret
- Régis Perray
- Pierre Péron
- Sylvain Rousseau
- Paul Seston, de 1919 à 1923.
- Pierrick Sorin, cinéaste.
- Jacques Vaché
- Jacques Villeglé